# 平松譲
平松 譲（ひらまつ ゆずる、1914年4月13日 - 2013年7月21日）は、日本の洋画家。

## 人物
東京都の三宅島出身。白日会会員として白日会展において中沢賞、内閣総理大臣賞を受賞。日展文部大臣賞を受賞。
1992年に『TOKYO』で日本芸術院賞を受賞し、1995年に日本芸術院会員となる。元日展顧問。
三宅島出身ということもあり、風景画を得意としていた。
2013年7月21日、急性肺炎により死去。99歳没。